# Špačince
Špačince este o comună slovacă, aflată în districtul Trnava din regiunea Trnava, pe malul râului Krupá. Localitatea se află la altitudinea de 158 m deasupra n.m., se întinde pe o suprafață de 22,1 km2 și în 2017 număra 2.851 de locuitori. Se învecinează cu comuna Trnava.

## Istoric
Localitatea Špačince este atestată documentar din 1111.

## Demografie
| An:                | 1994 | 2004   | 2014    | 2024    |
| ------------------ | ---- | ------ | ------- | ------- |
| Număr de persoane: | 2039 | 2018   | 2613    | 3378    |
| Diferență:         |      | −1,02% | +29,48% | +29,27% |

| An:                | 2023 | 2024   |
| ------------------ | ---- | ------ |
| Număr de persoane: | 3383 | 3378   |
| Diferență:         |      | −0,14% |